# Shah Porir Dwip
Shah Porir Dwip (bengalisch শাহপরী দ্বীপ Sahapari Dwip; Shapuree, Shahpuri Shahpori, Shah Parir, Shapura, oder Shinmabyu Island birmanisch ရှင်မဖြူကျွန်း) ist eine Insel in Bangladesch an der Mündung des Flusses Naf River. Die Insel liegt an der Grenze von Bangladesch und Myanmar. Sie gehört administrativ zum Teknaf Upazila.

## Geographie
Die Insel ist das südlichste Ende der Halbinsel am Fluss Naf, welcher von Norden nach Süden verläuft und zugleich die Grenze zu Myanmar darstellt. Die Insel ist damit einer der südlichsten Punkte von Bangladesch am Golf von Bengalen. Auf der gegenüberliegenden Seite auf dem Festland liegt der Ort Maungdaw (မောင်တော). Die Insel ist nur durch die Flussarme Rangaum Khāl und Bharakh Khāl von der Landzunge getrennt. Einige Kilometer weiter im Südosten liegt die einzige Koralleninsel Bangladeschs, St. Martin’s Island.
Im Norden schließt sich Sabrang Union an.
Der gleichnamige Hauptort liegt im Osten der Insel. Dort befindet sich auch der Zugang zum Shah Porir Dip Terminal-Bootsanleger. Ein weiterer größerer Ort auf Shaporir Dwip ist Dakhinpara (দক্ষিণপাড়া). Untergliedert sind diese Orte in die Dörfer Jaliaghata, Repujipāra, Uttarpāra, Bhāngapāra, Pashimpāra, Shāhāparirdip, Konapāra, Mājherpāra Bāzār, Sātgharīapāra, Karatipāra.
An den Küsten wird Reisanbau und Salzgewinnung betrieben, an der Südspitze unterhält die Marinelife Alliance (সমুদ্র জোট) einen Stützpunkt und die Sandbank, die sich weiter nach Süden erstreckt, ist das Sea Turtle Nesting Reserve.

## Geschichte
Die Insel wurde seit dem Ersten Anglo-Birmanischen Krieg von den Briten beansprucht.
Heute spielt sie eine wichtige Rolle als Landeplatz für Bootsflüchtlinge (Rohingya) aus Myanmar, die versuchen, auf dem Wasserweg Bangladesch zu erreichen.

## Kultur
Auf der Insel gibt es mehrere Moscheen (দক্ষিণ কোনার পাড়া জামে মসজিদ, মসজিদ, গোলার পাড়া পুরাতন মসজিদ, jalia para jame mosjid), sowie eine staatliche Grundschule (Sahporir Dwip Govt Primary School).